# Rebriefing
Das Rebriefing ist ein Informationsabgleich zwischen ausführender und beauftragender Partei. Es folgt dem Briefing und bildet die Vertragsgrundlage eines Auftrages. Darum wird das Rebriefing protokolliert und von beiden Parteien abgezeichnet.
Folgende Informationen sollte das Rebriefing enthalten:
- Ort, Datum und Zeit des Briefings
- Teilnehmerliste
- Ablauf des Briefings
- Aufgabenstellung
- Nennung des Auftraggebers
- vorliegende Hintergrundinformationen
- Terminvereinbarungen
- Honorare
- übergebene Materialien
- Nennung der Ansprechpartner